# Бојан Анђелић
Бојан Анђелић је писац који се родио у Требињу 20. јула 1983. године. Средњу школу завршио је у родном граду.

## Биографија
Факултет за Поморство завршио је у Котору. По струци је дипломирани поморско-наутички инжињер. Један дио његових пјесама настао је за вријеме студија у Боки Которској, док су друге настајале на путовањима Средоземним, Атлантским, Тихим и Индијским океаном. Писањем се бави и приликом одмора у Требињу.